# Worte des Vorsitzenden Mao Tsetung

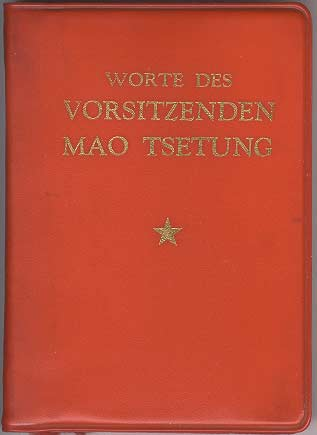
Das kleine Rote Buch, deutschsprachige Ausgabe, Peking 1972

Das Buch Worte des Vorsitzenden Mao Tsetung (chinesisch 毛主席語錄 / 毛主席语录, Pinyin Máo zhǔxí yǔlù) umfasst Zitate und Veröffentlichungen Mao Zedongs und ist ein wichtiges Referenzwerk für die politische Strömung des Maoismus.
Es ist auch als das Kleine Rote Buch oder Mao-Bibel bekannt.
Große Bedeutung hatte es vor allem in China in der Zeit der Kulturrevolution (1966 bis 1976). 
Das Buch wurde erstmals im Jahre 1965 veröffentlicht; in deutscher Sprache erschien es 1967. Die Auflage beträgt mittlerweile etwa eine Milliarde Exemplare.

## Vorwort
Die Worte des Vorsitzenden Mao Tsetung wurden nach dem Großen Sprung nach vorn vom damaligen Verteidigungsminister Lin Biao für die politische Schulung der Soldaten der Volksbefreiungsarmee zusammengestellt.
Lin Biaos Vorwort zur zweiten Auflage ist ein Beispiel für den Personenkult um Mao Zedong. So wird Mao als „der größte Marxist-Leninist unserer Zeit“ bezeichnet. Als Lin Biao später im Zuge der Kulturrevolution in Ungnade fiel, wurde sein Vorwort aus dem Buch entfernt.

## Struktur und Inhalt

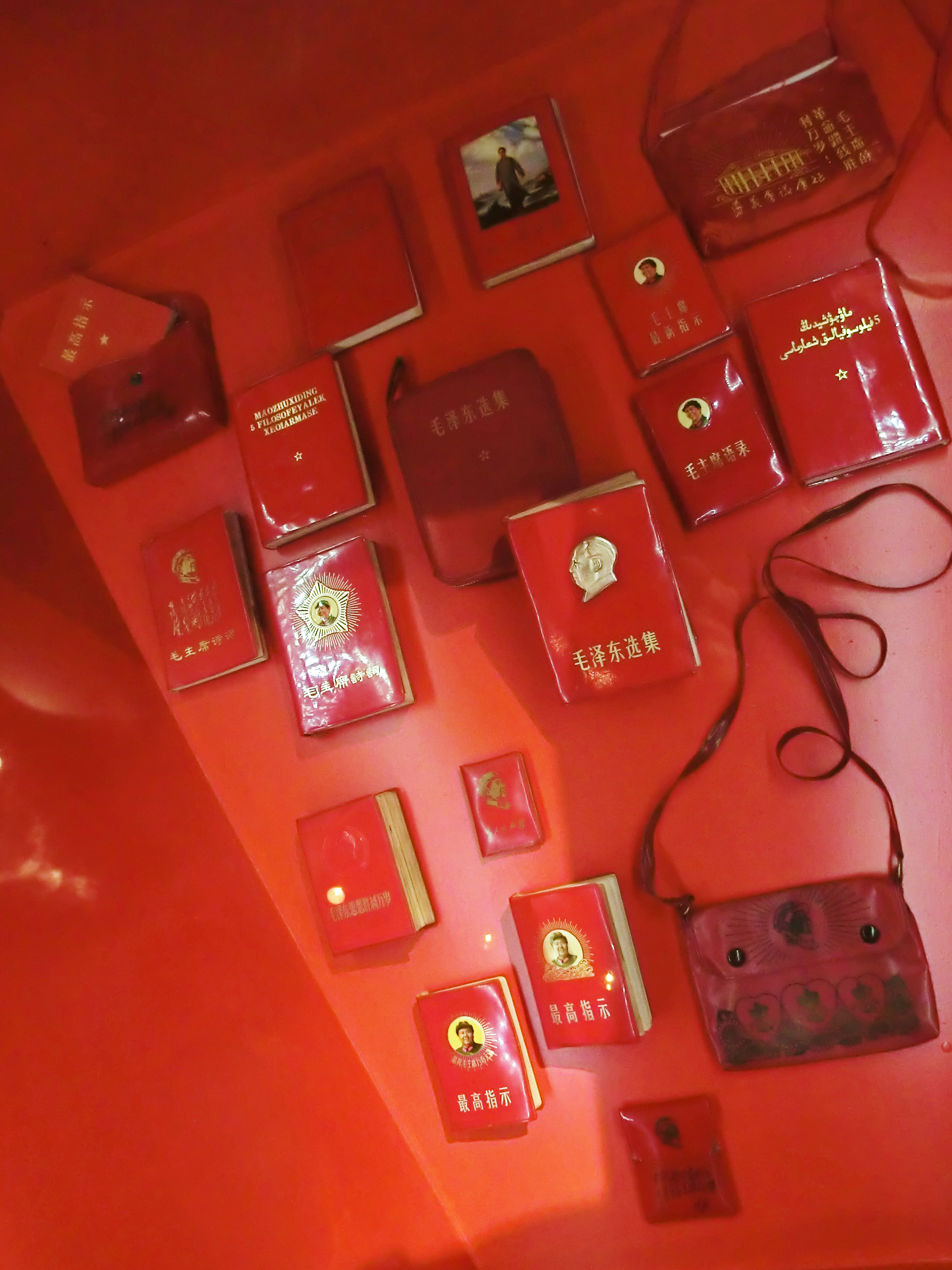
„Worte des Vorsitzenden Mao“ in verschiedenen chinesischen Sprachen

Das Buch ist in 33 Kapitel gegliedert, die jeweils bis zu 25 kurze Zitate Mao Zedongs zu unterschiedlichen Themen enthalten, insgesamt 427. Diese Zitate stammen aus Reden und Aufsätzen sowie aus der Presse, über einen Zeitraum von 40 Jahren. Die erste Auflage von 1964 enthält nur 29 Kapitel.
Sie befassen sich mit der KPCh, Kriegsführung, revolutionärer Erziehung, Disziplin, Kritik und Selbstkritik, Kultur und anderen Themen und sind ohne direkten Zusammenhang und ohne Kommentar aneinander gereiht.
| Nr. | Zitate | Deutsch                                                 | Chinesisch (Kurzzeichen)       | Chinesisch (Langzeichen)       |
| --- | ------ | ------------------------------------------------------- | ------------------------------ | ------------------------------ |
| 1   | 13     | Die Kommunistische Partei                               | 共产党                         | 共產黨                         |
| 2   | 22     | Klassen und Klassenkampf                                | 阶级和阶级斗争                 | 階級和階級鬥爭                 |
| 3   | 28     | Sozialismus und Kommunismus                             | 社会主义和共产主义             | 社會主義和共產主義             |
| 4   | 16     | Die richtige Behandlung der Widersprüche im Volke       | 正确处理人民内部矛盾           | 正確處理人民內部矛盾           |
| 5   | 21     | Krieg und Frieden                                       | 战争与和平                     | 戰爭與和平                     |
| 6   | 10     | Der Imperialismus und alle Reaktionäre sind Papiertiger | 帝国主义和一切反动派都是纸老虎 | 帝國主義和一切反動派都是紙老虎 |
| 7   | 10     | Hab Mut zu kämpfen, hab Mut zu siegen!                  | 敢于斗争，敢于胜利             | 敢於鬥爭，敢於勝利             |
| 8   | 10     | Der Volkskrieg                                          | 人民战争                       | 人民戰爭                       |
| 9   | 8      | Die Armee des Volkes                                    | 人民军队                       | 人民軍隊                       |
| 10  | 14     | Die Führung durch die Parteikomitees                    | 党委领导                       | 黨委領導                       |
| 11  | 22     | Die Massenlinie                                         | 群众路线                       | 群眾路線                       |
| 12  | 21     | Die politische Arbeit                                   | 政治工作                       | 政治工作                       |
| 13  | 7      | Die Beziehungen zwischen Offizieren und Mannschaften    | 官兵关系                       | 官兵關係                       |
| 14  | 6      | Die Beziehungen zwischen Armee und Volk                 | 军民关系                       | 軍民關係                       |
| 15  | 8      | Die Demokratie in den drei Hauptbereichen               | 三大民主                       | 三大民主                       |
| 16  | 9      | Erziehung und Ausbildung                                | 教育和训练                     | 教育和訓練                     |
| 17  | 9      | Dem Volke dienen                                        | 为人民服务                     | 為人民服務                     |
| 18  | 7      | Patriotismus und Internationalismus                     | 爱国主义和国际主义             | 愛國主義和國際主義             |
| 19  | 8      | Revolutionärer Heroismus                                | 革命英雄主义                   | 革命英雄主義                   |
| 20  | 8      | Unser Land mit Fleiss und Genügsamkeit aufbauen         | 勤俭建国                       | 勤儉建國                       |
| 21  | 13     | Selbstvertrauen und harter Kampf                        | 自力更生，艰苦奋斗             | 自力更生，艱苦奮鬥             |
| 22  | 41     | Denkweise und Arbeitsmethoden                           | 思想方法和工作方法             | 思想方法和工作方法             |
| 23  | 9      | Untersuchung und Forschung                              | 调查研究                       | 調查研究                       |
| 24  | 15     | Berichtigung falscher Ansichten                         | 纠正错误思想                   | 糾正錯誤思想                   |
| 25  | 5      | Die Einheit                                             | 团结                           | 團結                           |
| 26  | 5      | Die Disziplin                                           | 纪律                           | 紀律                           |
| 27  | 15     | Kritik und Selbstkritik                                 | 批评和自我批评                 | 批評和自我批評                 |
| 28  | 18     | Die Kommunisten                                         | 共产党员                       | 共產黨員                       |
| 29  | 11     | Die Kader                                               | 干部                           | 幹部                           |
| 30  | 7      | Die Jugend                                              | 青年                           | 青年                           |
| 31  | 7      | Die Frauen                                              | 妇女                           | 婦女                           |
| 32  | 8      | Kultur und Kunst                                        | 文化艺术                       | 文化藝術                       |
| 33  | 16     | Das Studium                                             | 学习                           | 學習                           |

## Einsatz
Das kleine Rote Buch wurde für Massenaktionen der Roten Garden während der Kulturrevolution genutzt. Es wurde nicht nur über die ganze Volksrepublik China, sondern auch in der europäischen Studentenbewegung von 1968 verbreitet. Auf welchen Wegen dies genau geschah, ist aber bis heute unbekannt. Chinesische Fluglinien flogen Westeuropa damals noch nicht direkt an, und dass die rivalisierende UdSSR im kommunistischen Block einen Transport verplombten chinesischen Materials über ihr Territorium geduldet hätte, gilt als unwahrscheinlich. Dennoch erschien das Buch bereits 1967 in deutscher Sprache: in der Fassung von Tilemann Grimm in der Fischer Bücherei.
Nach dem angeblichen Putschversuch Lin Biaos im Jahr 1971 wurden in China alle Auflagen, die dessen Vorwort enthielten, wieder eingezogen.